# Michał Jarczyk

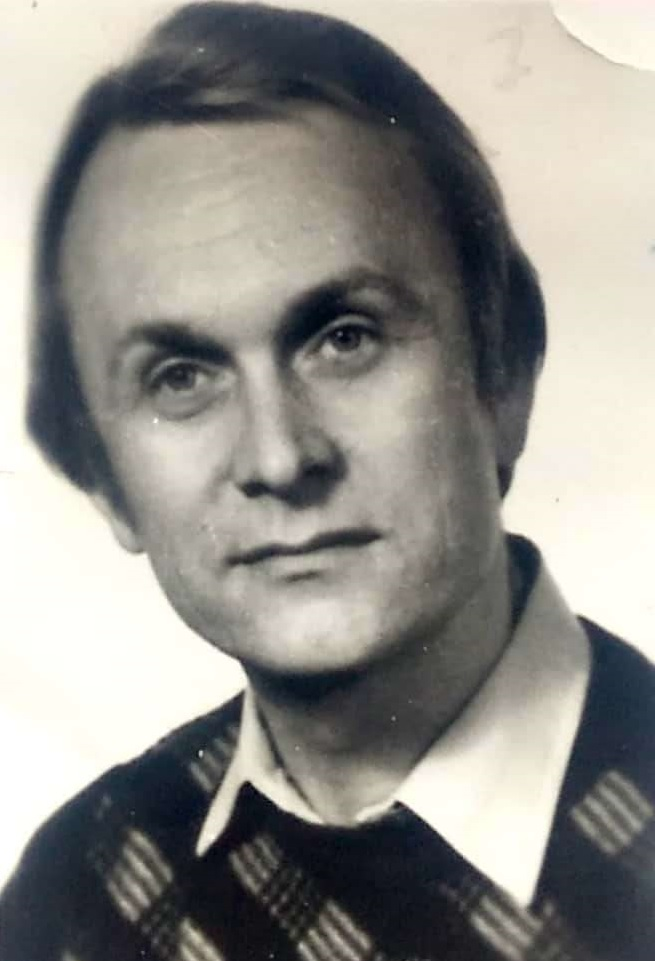
Michał Jarczyk – solista baletu, choreograf, pedagog.

Michał Jarczyk (ur. 2 kwietnia 1939 w Świętochłowicach) – solista baletu, choreograf i pedagog.

## Życiorys
Jako 14-letni uczeń szkoły baletowej tańcząc w duecie, reprezentuje szkołę licznymi występami z okazji Świąt Narodowych, za co otrzymał Dyplom Honorowy w 1953 r. od ówczesnego prezydenta Polski.
W 1958 ukończył Państwową Szkołę Baletowa w Bytomiu pod kierownictwem H. Hulanickiej, T. Burkego, M. Kopińskiego.
Po ukończeniu Szkoły został zaangażowany do Teatru Miejskiego Opery i Operetki w Krakowie, gdzie uczestniczył wśród solistów w I Ogólnopolskim Konkursie Tańca klasycznego w Warszawie.
W latach 1959–1967 był solistą, pedagogiem i asystentem choreografa Prof. E. Kamińskiej w Państwowym Zespole Pieśni i Tańca „Śląsk” w Koszęcinie. W trakcie pracy otrzymał stypendium Ministerstwa Kultury i Sztuki, w ramach stypendium odbył staż baletowy w Teatrze Wielkim w Moskwie i Leningradzie u sławnych pedagogów A. Messerera, I. Tichomirnowej oraz A. Puszkina.
W 1964 r. otrzymał Srebrny Krzyż Zasługi za lata pracy w Zespole „Śląsk”, 1976 r. Srebrną Odznakę Zasłużonego Działacz Związków Zawodowych Kultury i Sztuki.
Od 1967 r. do 1977 r. pracował jako solista pedagog i choreograf w P.Z.L. Zespół Pieśni i Tańca „Mazowsze” w Karolinie, tworząc choreografię do tańców, „Suite Śląską” do muz. T Kisewettera, „Tańce Sieradzkie”, muz. T. Sygietyńskiego, „Krzemienieckie Zaloty” muz. M. Piwkowskiego, „Tańce Kołbieli” muz. M. Piwkowskiego. W latach 1967 a 1977 został odznaczony Złotym Krzyżem Zasługi, oraz Odznaką Zasłużonego działacza Kultury Polskiej.
Od 1977–1981 był kierownikiem baletu i choreografem Cen. Zesp. Art. Wojska Polskiego w Warszawie tworząc z reż. J. Grubowskim, L. Mazurkiem, B. Szulią, B. Konowalskim wiele programów m.in. widowisko „Twoi Chłopcy Polsko” wyróżnione nagrodą I stopnia przez Ministra Obrony Narodowej.
W latach 1977–1981 współpracował z Zespołem Marynarki Wojennej „Flotylla” w Gdyni, gdzie otrzymał od Kontradmirała medal „W Obronie Morskich Granic” za program pt. „Kierunek Uśmiech Trzymaj Ster” w reż. J. Wożniaka.
Od 1981 do 1990 zostaje zaangażowany w Zespole „Śląsk” obejmując funkcję I choreografa i kierownika baletu w Zespole, Tworzy nowy program artystyczny do muzyki S. Hadyny, W. Kilara, Cz. Grabowskiego, J. Świdra, I. Łojewskiego i innych. Program ten z dużym powodzeniem był prezentowanych na wielu światowych scenach takich jak Carnegie Hall w USA, Champs-Elisse we Francji, Quenn Elizabeth w Canadzie, Pałac Zjazdów na Kremlu w Moskwie i w wielu krajach europy. Program został również nagrany przez Katowicką Telewizję.
W 1983 r. Michał Jarczyk za całokształt pracy w zespole otrzymał Krzyż Kawalerski Odrodzenia Polski, Złotą Odznakę Zasłużonego w Rozwoju Woj. Katowickiego 1985 r. Medal 40-lecia Polski Ludowej 1984 r.
W 1996 r. został powołany przez P. dyr. Mirę Zimińską na kierownika baletu i choreografa Zespołu „Mazowsze” w Karolinie, z zadaniem przygotowania nowego programu na trzymiesięczne tournee po Stanach Zjednoczonych Ameryki oraz później Jordanii, Libanu i Niemiec.
Przez 45 lat pracy artystycznej współpracował z wieloma instytucjami artystycznymi tak w kraju, jak i za granicą między innymi prowadził naukę polskich tańców narodowych w Paryżu, Moskwie, Lionie, Frankfurcie, Kijowie. W Polsce w latach 1959–1967 r., prowadził jako reżyser i choreograf Zespół Pieśni Tańca „Halka” w Lublińcu, w 1981- 1999 r. Zespół „Częstochowa” w Częstochowie został wtedy odznaczony „Medalem Zasłużonego dla Miasta Częstochowa”. Prowadził jako reżyser i choreograf również zespół „Guzowiacy” przy Skierniewickim Instytucje Warzyw, oraz Zespół „Pszeliniacy” w Technikum Rolniczym w Pszczelinie.
Współpracował z tak wybitnymi reżyserami jak A. Wajda przy filmie „Pan Tadeusz” za choreografię „Poloneza” do muz W. Kilara. Dziennikarze przyznali Złotą Kaczkę 50-lecia, dla sceny Poloneza w kategorii Najlepszy Taniec. Z Krystyną Jandą zrobił choreografię do śpiewogry „Na Szkle Malowane” w Teatrze Powszechnym w Warszawie 1983 r., w teatrze im. Mickiewicza w Częstochowie 1990 r. oraz w Teatrze Muzycznym w Gdyni 2004 r. Współpracował z reż J. Rzeszewskim, choreo. do telewizyjnego recitalu „Primadonny” G. Brodzinskiej, z reż. J. Wożniakiem, dwa widowiska na Festiwalu Piosenki Żołnierskiej w Kołobrzegu w latach 1979–1980 z reż. W. Gawronskim, Festiwal Piosenki Żołnierskiej Kołobrzeg 1978, z reż J. Grubowskim w Centr. Zesp. Art. Wojska Polskiego [Twoi Chłopcy Polsko, Piosenką Ognia 1989 r, i Festiwal Piosenki Żołnierskiej w Kołobrzegu], z reż. Ray Zawadzkim Festiwal Piosenki Żołnierskiej 1978 r. z reż. Feridum Erol Final Miss Pruszkowa 2000 r. z reż. T. Ringwelskim TVP Katowice 1982 r. i inni.
Od 1967 roku Michał Jarczyk jest mieszkańcem Otrębusów. W 2015 r. małżeństwo Jarczyków zostało odznaczone Medalem za „Długoletnie Pożycie Małżeńskie” przez prezydenta Rzeczypospolitej Polskiej. 20 kwietnia 2020 odeszła żona Krystyna Jarczyk, mając 84 lata.

## Twórczość

### Choreografia
- 1993: Na szkle malowane[1] (Teatr Powszechny w Warszawie, reż. Krystyna Janda)
- 1994: Na szkle malowane[2][1] (Teatr Telewizji, reż. Krystyna Janda)
- 1999: Pan Tadeusz[2] (reż. Andrzej Wajda)
- 2000: Na szkle malowane[1] (Teatr im. Adama Mickiewicza w Częstochowie, reż. Krystyna Janda)
- 2004: Na szkle malowane[1] (Teatr Muzyczny im. Danuty Baduszkowej w Gdyni, reż. Krystyna Janda)